# 中世纪II：全面战争之王国
《中世纪II：全面战争之王国》是中世纪II：全面战争的資料片。於2007年8月28日發行並新增了四個分別集中在不同地區的戰役。

## 戰役
中世纪II：全面战争之王国新增了四個分別集中在不同地區的戰役，主題分別關於征服美洲、13世紀不列顛群島上的一連串戰事 (包括诺曼征服爱尔兰、威爾斯征討、蘇挪戰爭及蘇格蘭獨立戰爭)、第三、四次十字軍東征以及北方十字軍。

## 美洲風雲
戰役開始於1521年，其時歐洲列強正處於殖民美洲的熱潮當中，當中殖民美洲的先驅西班牙人必須探索未知的土地，面對凶悍的土著，還得顧慮其他歐洲列強來美瓜分利益。而美洲大陸的原住民則須不惜任何代價捍衛祖先世代居住的土地，抵禦船堅炮利的外來歐洲人入侵。

### 國家列表
- 新西班牙
- 阿兹特克帝国
- 瑪雅城邦
- 阿帕契人
- 奇奇梅克人 (可解鎖)
- 特拉斯卡拉聯邦 (可解鎖)
- 塔拉斯卡國 (可解鎖)
- 新法蘭西

```
(
NPC
)
```

- 英屬洪都拉斯 (NPC)

## 英伦霸主
戰役開始於1258年，當時的不列顛群島四分五裂、群雄割據。剛開始在南部站穩腳跟的諾曼英格蘭除了要面對北方晝警夕惕的蘇格蘭及西岸桀驁不羈的威尔士親王國兩股勢力外，還要對付自前朝已開始三不五時從北歐入侵的挪威王國、嘗試開始於愛爾蘭島上拓展，應付愛爾蘭島上眾多的蓋爾諸國、以及與國內離心離德的貴族們周旋。此戰役以文化代替了宗教。

### 國家列表
- 英格兰王國
- 苏格兰王國
- 威尔士親王國
- 蓋爾愛爾蘭王國（英语：Gaelic Ireland）
- 挪威王國
- 貴族同盟 (NPC)

## 天国王朝
戰役開始於1174年，歷史上在第三次十字軍東征之前。當時耶路撒冷王國和安條克公國想在聖地擴大勢力，不過遇到埃及阿尤布王朝的蘇丹薩拉丁與贊吉王朝的反抗。

### 國家列表
- 耶路撒冷王國
- 安條克公國
- 贊吉王朝
- 阿尤布王朝
- 拜占庭帝國
- 金帳汗國 (NPC)
- 威尼斯共和國 (NPC)

#### 英雄
每個國家皆有一個英雄角色，每個英雄角色都具備一些能力去扭轉戰場。
| 國家         | 英雄         | 能力 |
| ------------ | ------------ | --- |
| 耶路撒冷王國 | 理查一世     | 獅心怒吼：由於獅心王的崇高威望，一旦其發出震天怒吼，所有潰散部隊即會重新燃起希望和勇氣，重返戰場奮勇廝殺。每場戰役只能單次使用。                                                                             |
| 安條克公國   | 腓力二世     | 騎士之花：這是騎士故鄉法蘭西的至高榮譽，可以激勵部隊為了騎士精神奮勇殺敵。一旦菲利普發出莊嚴召喚，麾下部隊戰技和體力便會在短期內顯著提高。每場戰役只能單次使用。                                             |
| 阿尤布王朝   | 薩拉丁       | 正義信仰：作為正直虔誠的伊斯蘭領袖，薩拉丁發出的正義召喚，能令所有尚存部隊信念倍增，死戰不退，部隊士氣提升至最高狀態。只要正義之聲仍在天空迴盪，穆斯林勇士們就會稱頌安拉之名奮勇廝殺。每場戰役只能單次使用。 |
| 贊吉王朝     | 努爾丁       | 信仰之光：能通過激勵士兵的信仰和榮譽，令麾下部隊士氣大振，向敵軍捨命猛撲。這種激勵令部隊充滿狂熱，作戰能力和部隊士氣都顯著提高。每場戰役只能單次使用。                                                       |
| 拜占庭帝國   | 曼努埃爾一世 | 政治攻心：通過大量金錢賄賂，可令部分敵軍作戰部隊混亂癱瘓。受賄部隊通常拒絕聽令，鼓噪喧嘩，直至所有士兵意見統一或者部隊遭受攻擊方能恢復作戰。每場戰役只能單次使用。                                           |

## 条顿悲歌
戰役開始於1250年，条顿悲歌的背景是北方十字軍期間條頓騎士團征服波羅的海沿岸的戰事。與其對立的是篤信多神教的立陶宛大公國、虔誠的東正教之地诺夫哥罗德共和国和深感威脅的波蘭王國。

### 國家列表
- 条顿骑士团國
- 立陶宛大公國
- 丹麦王國
- 诺夫哥罗德共和国
- 波蘭王國 (可解鎖)
- 神聖羅馬帝國 (可解鎖)
- 金帳汗國 (修改遊戲檔案後可用)
- 挪威王國 (修改遊戲檔案後可用)
- 卡尔马联盟（遊戲內事件觸發）

## 評價
- Game Informer 給了 9/10 指出遊戲加上了許多改進。
- Gamespot 給了 8/10[2]指出遊戲更值得不過在安裝時很乏味。

## 外部連結
- 官方網站
- Total War 全軍破敵 : Royal Military Academy 皇家軍事學院（页面存档备份，存于）